# Albert Kapengut
Albert Kapengut (nacido el 4 de julio de 1944 en Kazán). Es un Maestro Internacional, autor, entrenador y teórico de ajedrez bielorruso.
Campeón de Bielorrusia en 1962, 1968, 1969, 1970, 1976, 1977 y 1978.
En 1988 le fue concedido el título de Entrenador de Honor de Bielorrusia.